# آپوکریفای کتاب مقدس
اَسفار مشکوک یا اَپوکریفا در اصطلاح به کتاب‌هایی باستانی با محتوای یهودی و مسیحی گفته می‌شود که برخی از گروه‌های یهودیت، کاتولیک، ارتدکس و پروتستان، آن‌ها را "شرعی ثانوی" (مانند کتاب حکمت سلیمان) و یا "غیرشرعی" (مانند کتاب خنوخ) نامیده‌اند.
معنای تحت‌اللفظی واژۀ "آپوکریفا"در زبان یونانی، "پنهان شده" در زبان فارسی است. "پنهان شده" به معنای از «دسترس خارج شده» چرا که این متون به دلایل درست یا نادرست مختلف، از کتاب مقدس جدا شدند.
اسفار مشکوک ۱۵ رساله‌ای است که بعداً به متن «عهد عتیق» ـ کتب مقدس یهودـ اضافه شده‌است و از این‌رو در میان‌جلد (بین‌الدَفَتین) «عهد عتیق» عبری ـ که امروزه نزد یهود معتبر است ـ مندرج نیست و پروتستان‌ها نیز پس از بحث و جدل بسیار بر سر اعتبار یا عدم اعتبار آن‌ها سرانجام از ۱۸۲۷ میلادی آن‌ها را از میان‌جلد کتاب مقدس خود خارج کردند ولی جداگانه آن‌ها را چاپ می‌کنند و به‌کلی آن‌ها را طرد نکرده‌اند.
ترجمه هفتادگانی علاوه بر متون شرعی، اسفار مشکوک عهد عتیق را نیز در بر می‌گیرد. این کتاب‌ها را دو گروه کاتولیک و ارتدکس نوشته‌های شرعی درجه دو می‌دانند، اما یهودیان و پروتستان‌ها چنین باوری ندارند. پروتستانها برای این مجموعه عنوان اسفار مشکوک (اپوکریفا) را به کار بردند. در مقابل کاتولیک‌ها عنوان قانون ثانی را برای این مجموعه برگزیدند که به قانونی بودن این کتاب‌ها، هر چند در رتبه دوم، اشاره داشت. آن‌ها به کتاب‌های موجود در نسخه عبری عنوان قانون اول را دادند.
اپوکریفا در یونانی به معنای پوشیده یا پنهانی است و این نامی است که جروم (۳۳۱ تا ۴۲۰ م) دانشور بزرگ مسیحی بدین کتاب‌ها داد و آن‌ها را در ترجمه لاتینی خود (وولگات) وارد نکرد و امروزه اپوکریفا را به معنای کنار گذاشته شده می‌دانند و برخی به اشتباه آن‌ها را کتب مجعول می‌نامند در صورتی‌که کاتولیک‌ها و ارتودوکس‌ها آن‌ها را پذیرفته‌اند و پروتستان‌ها هم آن‌ها را به کلی رد نکرده‌اند.

## درون‌مایه
بخش اصلی مجموعه عهد جدید همان انجیل‌های چهارگانه است که در واقع، زندگی‌نامه و سخنان عیسی به‌شمار می‌آید. به گفته بیشتر دانشمندان قدیم و جدید، این چهار انجیل بین سال‌های ۶۵ تا ۱۰۰ میلادی نوشته شده و بین سال‌های ۱۵۰ تا ۱۸۰ میلادی رسمی و قانونی شده‌است. به موازات این چهار انجیل، از ده‌ها کتاب دیگر با عنوان انجیل نام برده شده‌است که از آن‌ها، تحت عناوین غیررسمی، غیرقانونی یا اپوکریفایی نام برده می‌شود.
این آثار، در همان دوره نگارش و قانونی شدن چهار انجیل قانونی و تا چندین سده پس از آن به نگارش درآمده و محتوای آن، زندگی و سخنان عیسی است، اما دقیقاً قالب و چارچوب چهار انجیل رسمی را رعایت نکرده‌است. برخی از این انجیل‌ها، صرفاً سخنانی از عیسی را بازگو کرده‌است و برخی صرفاً «معجزه‌های» نسبت‌داده شده به او را؛ برخی از آن‌ها رویدادهایی از زندگی عیسی و پدر و مادر او را بازگو کرده‌است که در انجیل‌های دیگر نیامده‌است.
نسخه‌های کاملی از برخی از این نوشته‌ها موجود است و از برخی از آن‌ها صرفاً پاره‌هایی به جای مانده و از برخی دیگر فقط جملاتی که دانشوران سده‌های نخست مسیحی آن‌ها را نقل کرده‌اند

## فهرست اسفار مشکوک عهد جدید
برخی از اسفار مشکوک مسیحی از این قرارند:
- انجیل یعقوب (نیمه دوم قرن دوم)
- انجیل کودکی به روایت توماس (اواخر قرن دوم میلادی)
- انجیل متای دروغین (قرن ششم تا هشتم میلادی)
- انجیل عربی کودکی (انجیل قیافا) (قرن پنجم و ششم میلادی)
- انجیل میلاد مریم (قرن پنجم و ششم میلادی)
- انجیل یوسف نجار (قرن چهارم میلادی)
- انجیل صعود مریم (قرن پنجم میلادی در حدود سال ۴۰۰ میلادی)
- انجیل پطرس (حدود سال ۱۳۰ میلادی)
- انجیل نیقودیموس (بین قرن‌های دوم تا چهارم)
- انجیل عبرانیان (اوایل قرن اول و اوایل قرن دوم میلادی)
- انجیل ناصریان (اوایل قرن دوم میلادی)
- انجیل ابیونی‌ها (قرن اول میلادی)
- انجیل سری توماس (متفاوت با انجیل کودکی توماس) (نیمه دوم قرن دوم میلادی)
- انجیل فیلیپس (نمیمه دوم قرن سوم میلادی)
- انجیل حقیقت (ربع آخر قرن دوم میلادی)
- انجیل مصریان (کشف شده از نجع حمادی) (قرن‌های نخست)
- انجیل سری یوحنا (ابتدای قرن دوم میلادی)
- انجیل مارکیون (۱۳۰–۱۸۰ میلادی)
- انجیل حوا (قرن دوم میلادی)
- انجیل یهودا اسخر یوطی (اواسط قرن دوم میلادی)
- انجیل برتولوما (بین قرن‌های سوم تا پنجم میلادی)
- انجیل مصریان (متفاوت با انجیل مصریان نجع حمادی)(اوایل قرن دوم)
- انجیل متیاس (شبیه انجیل توماس)(قرن‌های نخست میلادی)
- انجیل مریم مجدلیه (قرن پنجم میلادی)
- انجیل سری مرقس (ربع نخست قرن دوم میلادی)
- رساله بَرنابا (۷۰–۷۹ میلادی)
- رساله به قُرِنتیان (حدود ۹۶ میلادی)
- موعظه کهن یا به‌اصطلاح رساله کِلِمنت (حدود ۱۲۰–۱۴۰ میلادی)
- شبان هِرماس (حدود ۱۱۵–۱۴۰ میلادی)
- دیداکه، آموزه دوازده حواری (حدود ۱۰۰–۱۲۰ میلادی)
- مکاشفه پطرس (حدود ۱۵۰ میلادی)
- اعمال پولس و تِکلاً (۱۷۰ میلادی)
- رساله به لائودکیان (حدود قرن چهارم میلادی)
- رساله پولیکارپ به فیلیپیان (حدودِ ۱۰۸ میلادی)
- هفت رساله ایگناتیوس (حدود ۱۰۰ میلادی)
- کتب استانفو در حلب سوریه (حدود 150 میلادی)